# Alfred Kazin
Alfred Kazin (5 juin 1915 – 5 juin 1998) est un écrivain et critique littéraire américain. Ses livres avaient pour sujet l'expérience des immigrants juifs dans l'Amérique du début du XXe siècle.
Kazin, considéré comme l'un des « Intellectuels de New York (en) », était, comme beaucoup d'autres membres de ce groupe, natif de Brooklyn et avait fait ses études au City College of New York. Toutefois, il était moins engagé politiquement qu'eux, et n'adhéra pas complètement au socialisme.
Ses critiques étaient rédigées avec une grande passion, ou un grand dégoût. Il mêlait à ses opinions une profonde connaissance de l'histoire, littéraire, politique et culturelle.

## Œuvres
- On Native Grounds (1942)
- A Walker in the City (1951)
- Starting Out in the Thirties (1965)
- Bright Book of Life (1973)
- The Portable Blake (1976)
- New York Jew (1978)
- An American Procession (1984)
- A Writer's America (1988)
- Writing Was Everything (1995)
- A Lifetime Burning in Every Moment (1996)
- God and the American Writer (1997)

### Traduction en français
- Retour à Brooklyn, traduction par Henriette Nizan de A Walker in the City, préface de Marc Bernard, Seghers, coll. « Vent d'ouest », 1965